# Chlorose

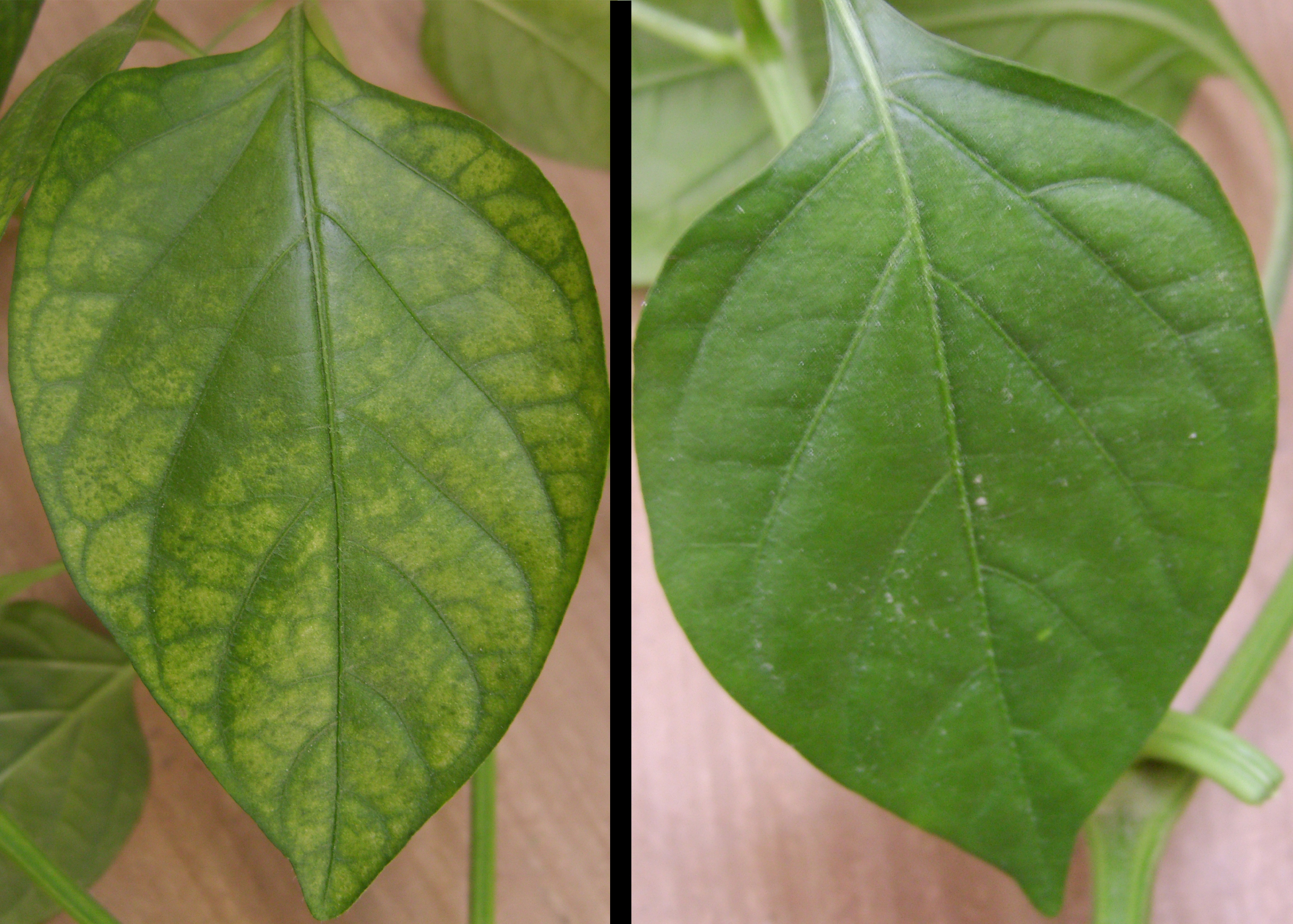
Capsicum annuum, links chlorotisches, rechts gesundes Blatt

Die Chlorose – Bleichsucht – ist ein Anzeichen für Chlorophyllmangel. Dieses ernsthafte Krankheitssymptom ist eine Mangelerscheinung mit vielfältigen Ursachen bei Landpflanzen.
Besondere Bedeutung hat die Chlorose bei Weinreben.

## Erscheinung
Chlorose macht sich durch ein charakteristisches Schadbild bemerkbar. Sie geht in der Regel mit einer charakteristischen Gelbfärbung der Blätter und oft bis zu verbrennungsartigen Blattschädigungen einher und kann zur Nekrose (Absterben des Blattgewebes), Wachstumsverzögerung oder sogar zum Absterben der Pflanze führen. Sie ist häufig ein Zeichen für eine unausgewogene Versorgung mit Mineralstoffen, besonders Mangel an Bor, Eisen, Magnesium, Schwefel oder Stickstoff, oder Folge eines zu hohen Gehalts an Kochsalz im Boden. Auch anhaltender Trockenstress und Schädigungen der Wurzeln durch diverse Ursachen kann zur Chlorose führen, denn dadurch werden die Nährstoffe nicht mehr in genügender Menge transportiert. 

## Mögliche Ursachen

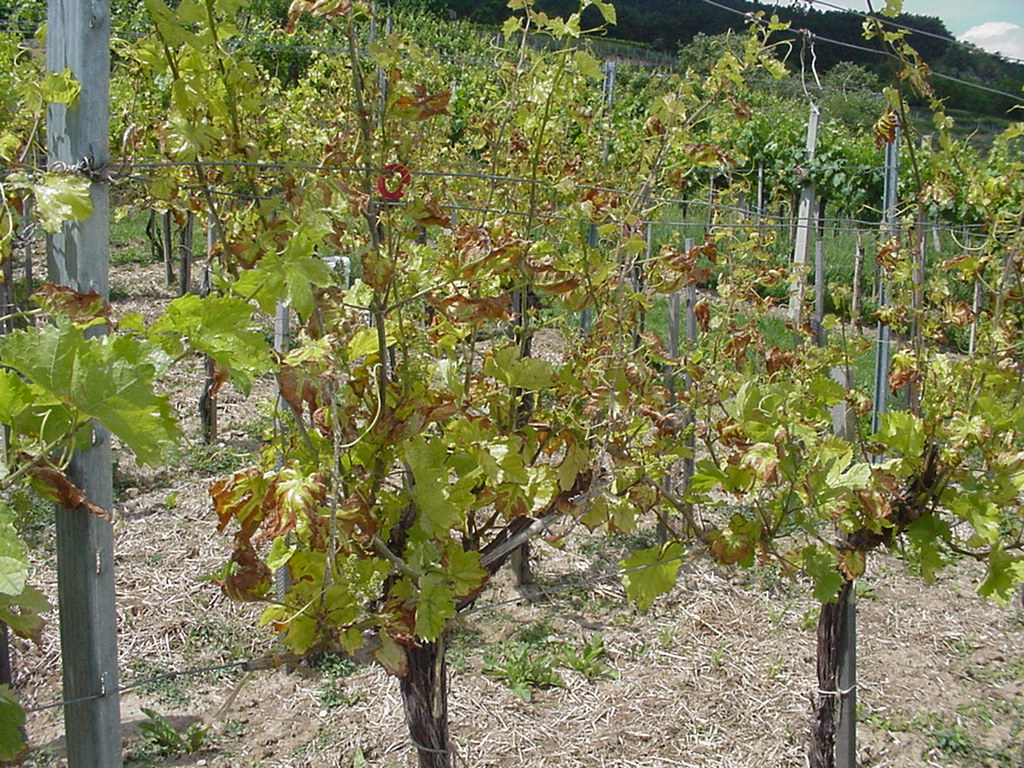
Chlorotische Rebstöcke

- genetisch gesteuerter und energieabhängiger Alterungsprozess (Seneszenz)
- Mangel an Nährstoffen (Stickstoff, Eisen, Magnesium, Calcium, Kalium, Spurennährstoffe).
- Unausgewogener Boden-pH-Wert. Ein zu saurer oder zu alkalischer Boden kann die Aufnahme bestimmter Nährstoffe durch die Pflanze beeinträchtigen.
- Vergiftung durch Herbizide oder Biuret
- abiotische Stressoren wie Wassermangel, Überstrahlung, Salzüberangebot, Einwirkung starker UV-Strahlung, Gammastrahlung, Ozon
- starke Temperaturschwankungen
- Infektionen mit folgender Hemmung der Chlorophyllsynthese
  - Blockierung des Elektronentransports im Photosystem I oder II
  - Schädigung des Membransystems der Chloroplasten (u. a. durch Lipidoxidation) durch Toxine (Ausscheidungen oder Neubildung durch Eingriff in Synthesevorgänge)
- Befall durch Pflanzenviren
- kalkhaltiges Wasser bei Haltung von Zimmerpflanzen
- Anhaltende Staunässe und Absterben der Wurzeln

Manche Rebsorten sind besonders anfällig, zum Beispiel Müller-Thurgau, Grüner Veltliner, Spätburgunder und Traminer.

## Folgen
Chlorose in fortgeschrittenem Stadium verursacht eine Verlangsamung des Stoffwechsels. Wachstum und Fruchtreifung werden verzögert, eventuell wird auch der Wachstumszyklus verkürzt. Bei Nutzpflanzen bewirkt es geringere und qualitativ schlechtere Erträge. So geschwächte Pflanzen sind stärker gefährdet von Pflanzenkrankheiten und Schädlingen befallen zu werden. Die Resistenz gegen starke Sonneneinstrahlung sinkt. Im Extremfall stirbt die Pflanze ab.

## Maßnahmen
Da es viele mögliche Ursachen gibt, sind die erforderlichen Maßnahmen ebenso vielfältig. Neben der genauen Ermittlung der Ursachen durch Bodentests und gezielten Maßnahmen, sind auch die allgemeinen Maßnahmen zur Förderung des Pflanzenwachstums notwendig.
- Verbesserung der Bodenbelüftung: Auflockerung, Humusgabe, Mulchen
- Analyse der Bodennährstoffe und gegebenenfalls Zugabe von entsprechenden Nährstoffen
- Kontrolle und Optimierung des pH-Werts
- Reduzierung von Stressfaktoren
- Ausreichende Bewässerung und Entwässerung
- Bekämpfung von begleitenden Pflanzenkrankheiten und Schädlingen